# Braak (Szlezwik-Holsztyn)
Braak – gmina w Niemczech, w kraju związkowym Szlezwik-Holsztyn, w powiecie Stormarn, wchodzi w skład urzędu Siek.